# Харитоново (Конаковський район)
Харитоново (рос. Харитоново) — присілок в Конаковському районі Тверської області Російської Федерації.
Населення становить 25 осіб. Входить до складу муніципального утворення Первомайське сільське поселення.

## Історія
Від 2005 року входить до складу муніципального утворення Первомайське сільське поселення.

## Населення
| 1859 | 2002 | 2010 |
| ---- | ---- | ---- |
| 81   | ↘40  | ↘25  |